# Csíksomlyói kegytemplom és kolostor
A csíksomlyói kegytemplom és kolostor a magyarság egyik legnagyobb zarándokhelye és kultúrtörténeti emléke.

## Története
A csíksomlyói kegytemplom és kolostor története a 15. századig nyúlik vissza. Ekkor telepedtek le itt a ferences szerzetesek, akik 1442 és 1448 között felépítették az első gótikus templomot és az ugyancsak gótikus kisméretű kolostort. A templom felépítéséhez Hunyadi János is hozzájárult a török elleni győzelméből szerzett zsákmányból. A templomot, Sarlós Boldogasszony tiszteletére szentelték fel, ez ma is a templom búcsúnapja. Ebből az első kolostorból mára mindössze egy portálé és egy pinceablak maradt fenn. A templomot és kolostort erős kőfallal vették körül, ahová a következő századokban a környék népe az ellenséges betörésekkor menekült.
1661-ben azonban a falak sem tudták megvédeni az épületeket a török támadásától. A támadók a templomot és a kolostort felgyújtották, az ide menekült népet pedig részben megölték, részben fogságba hurcolták. Az áldozatokat a templom előtt tömegsírba temették. 1694-ben tatár sereg támadta meg Csíksomlyót, de ezt a kolostor diákjai a nép segítségével visszaverték. Az épületeket a 17-18. században többször javították, bővítették, a templom 1802-re azonban kicsi lett és új templom építése mellett döntöttek.
Az új barokk templomot Konstantin Schmidt építész tervei szerint 1804-ben kezdték építeni. A tornyok építését 1830-ban fejezték be. A homlokzaton álló Mária-szobor 1837-ben készült réz-ötvösmunka, Rothenbacher brassói ötvösmester alkotása. A templomot 1876. augusztus 20-án Fogarasy Mihály erdélyi püspök szentelte fel.
1948-ban XII. Piusz pápa basilica minor rangra emelte.

## A templom belseje

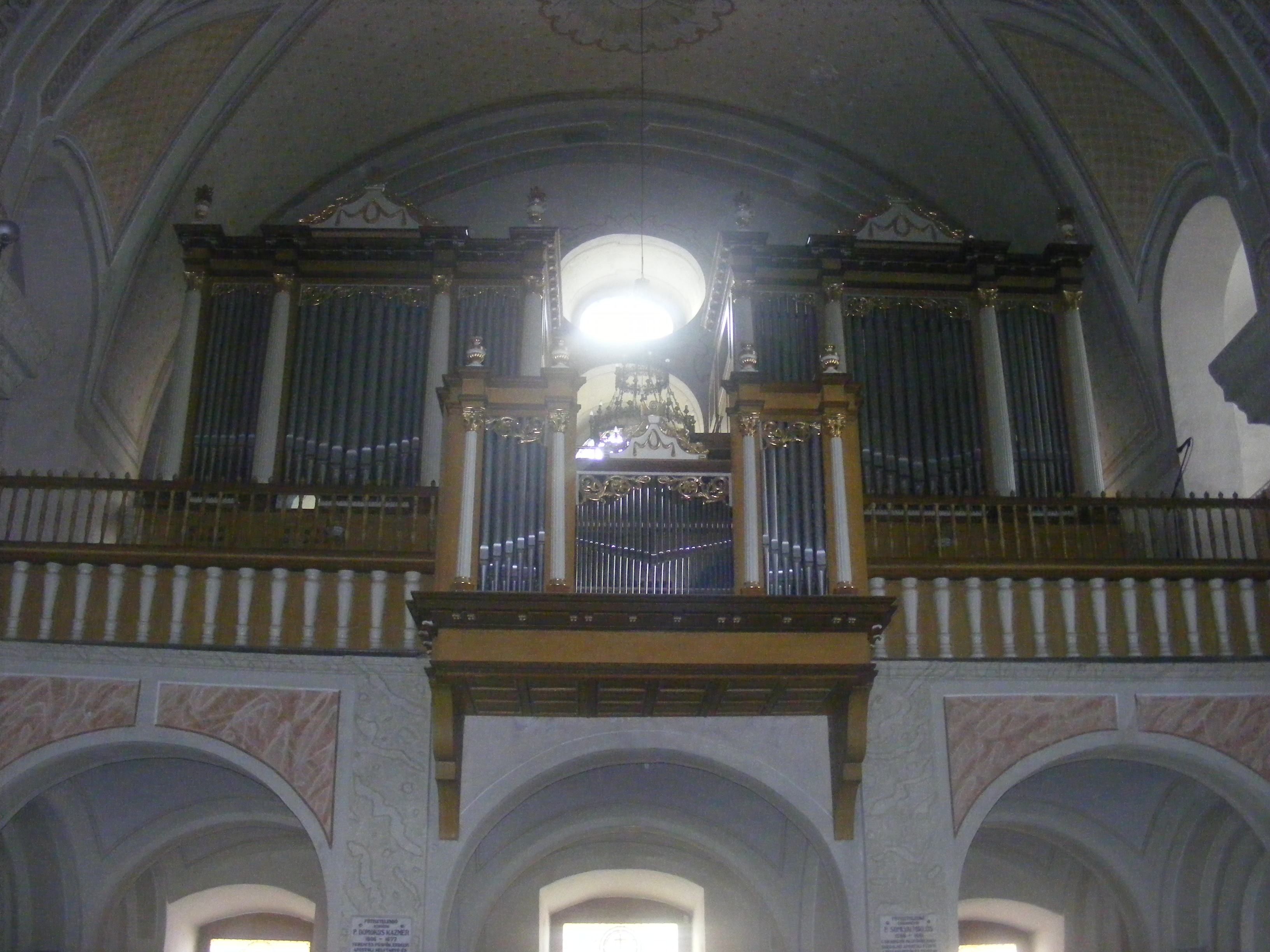
A csíksomlyói kegytemplom orgonája

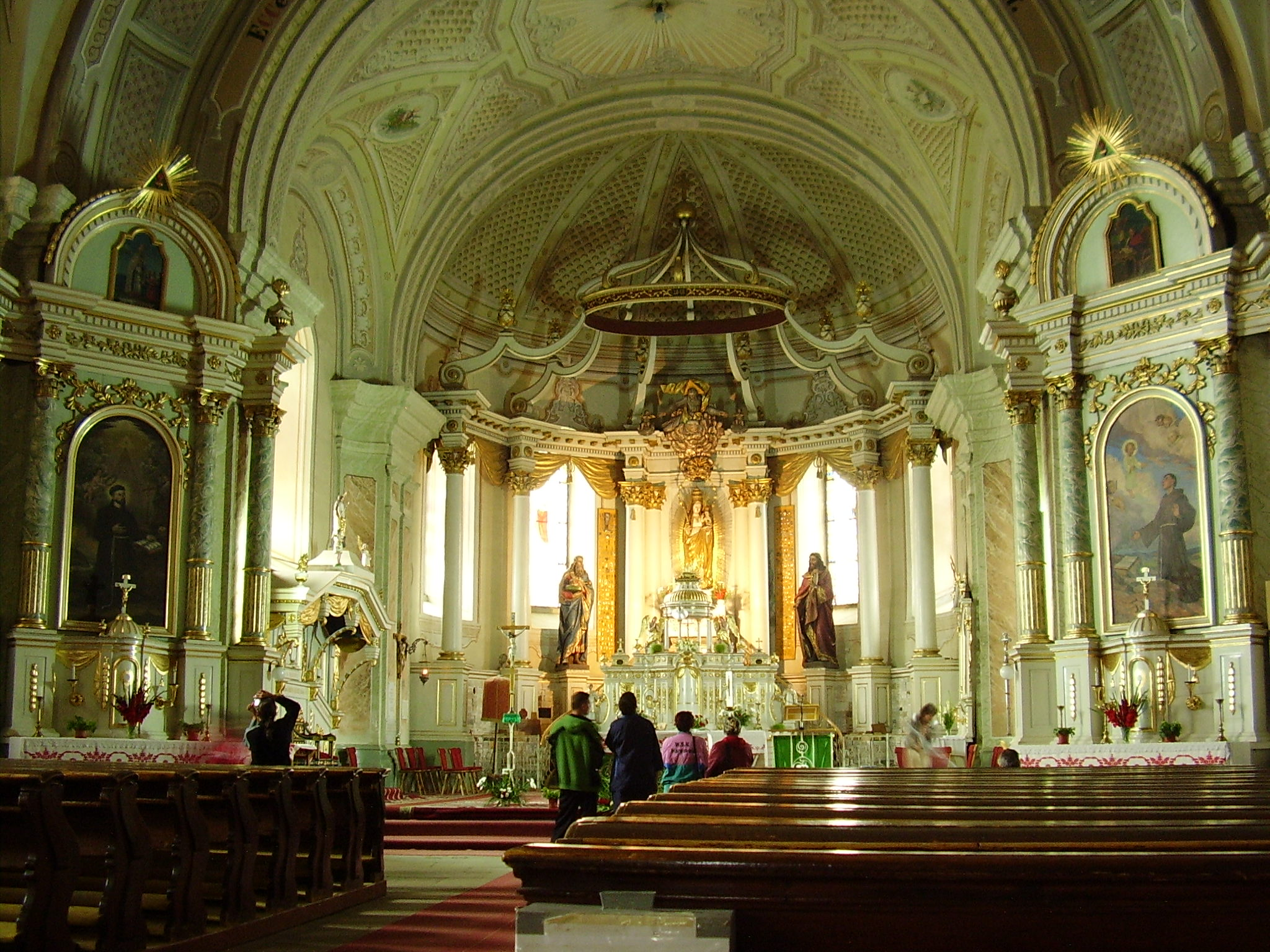
Csíksomlyói kegytemplom templombelső

A templom berendezését nagyrészt Papp Miklós brassói festő és szobrász készítette.
Az oltárok közül Szent Ferenc oltárképét 1838-ban Csűrös József kolozsvári festő festette. A Szent Anna oltárt Papp Miklós festette 1839-ben, csakúgy, mint a Keresztelő Szent János oltárt 1840-ben. A Szent Anna oltáron felül Szent Apollónia, alul Jézus születése látható. A Keresztelő Szent János oltáron felül Szent Sára, alul pedig Szent Mária Magdolna látható. A Szent Antal oltár mai képét 1931-ben Szopos Sándor kolozsvári festő festette, miután az eredeti képet a sófalvai kápolnának adták. A felső képet, mely Szent Bonaventúrát ábrázolja Papp Miklós festette. A Szent Erzsébet oltár képe 1938-ban készült, miután az eredeti, Loyolai Szent Ignácot ábrázoló képet a kórusba vitték fel. A felső Szent Julianna és az alsó (Az utolsó vacsora) kép is Papp Miklós alkotása. A Nepomuki Szent János oltárt 1835-ben emelték, felül Szent Erzsébet látogatása, alul Szent Vendel látható. A Cortonai Szent Margit oltár festője ismeretlen.
A szószéket ugyancsak Papp Miklós készítette 1835-ben.
A főoltár mögötti hátteret már 1848-ban megfestették, maga az oltár azonban csak 1876-ban készült el. A kórust 1831-ben Papp Miklós és Pfeiffer Antal gyergyószentmiklósi mester építették. A színes üvegablakok 1905-ben készültek Csehországban. A kegyszobor két oldalán álló Szent István király és Szent László szobrok 1905-ben a tiroli Grödenben készültek Jozef Runggaldier műhelyében. A Szent Antal és Szent József szobrot 1938-ban Vágó Gábor készítette. A sekrestye és a folyosó ajtaján levő domborműveket Vincefi Sándor csíkszeredai mester készítette az 1980-as években. A templomhajó és a bal oldali székek domborműveit Imets László csíkszeredai művész készítette. A kórus alá falazták be Mikes Kelemen háromszéki főkapitány 1686-os síremlékét. Az előcsarnokban levő márványtáblák a rendház nagyjainak emlékét őrzik.
A templom diadalívét 1834-ben Erőss József kézdivásárhelyi mester építette.
Az orgonát 1931-ben a temesvári Wegenstein Lipót és Fiai Orgonagyár építette, 2824 síppal Erdély legszebb orgonái közé tartozik. A templom alatti kripta 1732-ben készült, 1838-ban a templom építésével egyidejűleg bővítették. A ferencesek mellett számos világi hívő is nyugszik itt.
A templomot 1911-ben Urbanszky Fülöp kolozsvári mester festette ki, a festést 1973-ban renoválták.

## A kegyszobor
A Szűz Máriát a kis Jézussal ábrázoló kegyszobor a templom legértékesebb része. A hársfából faragott alkotás 1515 és 1520 körül készülhetett reneszánsz stílusban. 2,27 m magasságával a világon ismert kegyszobrok legnagyobbika, alkotója nem ismert. A Napba öltözött asszonyt ábrázolja, lába alatt a holdsarló, feje körül 12 csillagból álló csillagkoszorú, fején koronával, jobb kezében jogarral, balján a Megváltót tartja. Ez a kegyszobor a Mária-zarándoklatok központja, a zarándokok előtte fejezik ki hódolatukat, a lábát megcsókolják, megsimogatják, hozzá érintik kegytárgyaikat. A szobor átvészelte az 1661-es nagy török támadást és tűzvészt. A monda szerint a török vezér látva az értékét el akarta vitetni, de a szobor olyan súlyossá vált, hogy nyolc pár ökörrel sem tudták megmozdítani. Ezt látva kardjával megsebezte a szobor arcát és nyakát, melynek nyomai ma is látszanak. A korabeli beszámolók szerint a szobor néha földöntúli fényben tündököl, máskor nagy veszély idején szomorúnak látszik. A szobornál számos imameghallgatás történt, melynek emlékét a két oldalon kifüggesztett fogadalmi tárgyak, táblácskák őrzik.

## A kolostor és működése

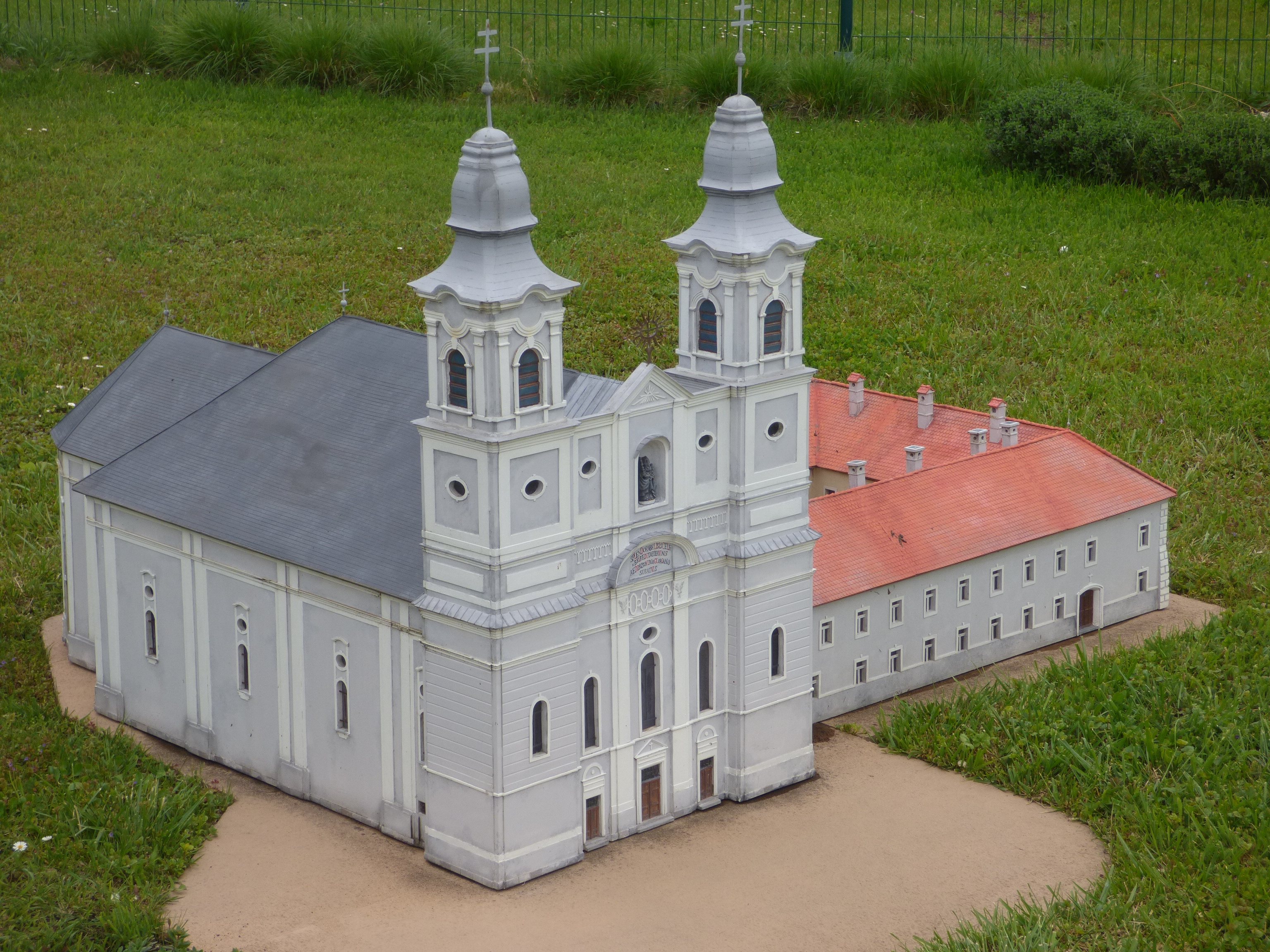
A csíksomlyói templom és kolostor makettje a szarvasi Mini Magyarország gyűjteményében

A csíksomlyói kolostor a 15. században a gótikus templommal együtt épült fel. A ferencesek már a kezdetektől fogva oktatták a környékbeli gyermekeket előbb csak alapfokon, majd magasabb szinten is. A csíksomlyói gimnázium első említése 1630-ból származik. Az 1661-es törökdúlás után a szerzetesek helyreállították a templomot és a kolostort is, majd 1667-ben a gimnáziumot is újraalapították. A ferencesek 1675-ben nyomdát is alapítottak, mely a 19. század végéig az erdélyi művelődés egyik legfontosabb terjesztője lett. 1727-ig a kolozsvári jezsuita akadémia nyomdájának alapításáig ez volt az egyetlen erdélyi katolikus nyomda. Legfőbb alapítója a nagy műveltségű tudós szerzetes páter Kájoni János volt, akinek 1676-ban itt jelent meg első latin-magyar nyelvű egyházi énekeskönyve. Később a nyomda mellett könyvkiadó is működött, ahol a nyomda termékeit kötötték, illetve a könyvtár köteteit újították fel. A kolostor könyvtára Erdély egyik leggazdagabb egyházi gyűjteménye volt, ahol már évszázadok óta gyűjtötték az értékes köteteket. Köztük számos ősnyomtatvány, festett kódex és könyvritkaság található. A gazdag anyag annak is köszönhető, hogy a könyvtár szerencsésen átvészelte a reformáció időszakát és a háborúkat is. A 17. században a kolostor mellett képíróműhely is működött.
A gimnázium fénykorát a 18. században élte. 1720-ban megkezdte működését a Páduai Szent Antal Társulat, 1730-tól pedig a Mária Társulat. Lukács Mihály csíki esperes adományából bentlakásos szeminárium létesült, mely a távolabb lakó gyermekek számára is lehetővé tette a tanulást. 1858-ban páter Simon Jukundián kántor- és tanítóképző iskolát alapított, ahol magas színvonalon képezték az erdélyi kántortanítókat. 1911-ben a ferencesek a gimnáziumot az egyházmegyének adták át, ekkor költözött a mai Márton Áron Líceum épületébe, ahol 1948-ig katolikus gimnáziumként működött.
1957-től Daczó Lukács Árpád igazgatta a templomot.

## A kápolnák

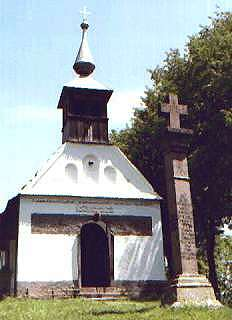
A Salvator kápolna

A Kissomlyó hegyén ma három kápolna áll, a Salvator-kápolna, ennek keleti oldalán a Szenvedő Jézus kápolnája, a nyugati oldalon a Szent Antal kápolna.
- A legrégibb és leghíresebb közülük a Salvator-kápolna, melynek pontos építési ideje nem ismert.  A hagyomány szerint 1456. augusztus 8-án a Megváltó színeváltozásának napján Hunyadi János serege a Salvátor nevével az ajkán győzte le az ostromló török sereget.  A kápolna tehát a Nándorfehérvári diadal emlékére épült, valószínűleg a 15. század második felében. 1680 körül Mikes Kelemen háromszéki főkapitány és Kálnoki Sámuel erdélyi kancellár adományából bővítették. Főoltára 1679-ben készült, középen a keresztet tartó Krisztust, oldalain pedig Szent Pál apostolt és Szent Katalint ábrázolja. Mellékoltárain a fájdalmak embere és a mennyek királynője látható. Festése 1800 körül készült. Az ajtó előtti kőkeresztet a gyergyóalfalvi hívek állították 1876-ban az 1567-es győzelem emlékére. A hegy aljától a Salvator kápolnáig vezető meredek utat a nép Jézus hágójának nevezi, melyet a zarándoklatok alkalmával imádkozva szoktak végigjárni. Az út mentén több régi kereszt és stációs keresztek is láthatók.
- A Szenvedő Jézus kápolna tulajdonképpen egy fülke, benne az oszlophoz kötözött térdeplő Jézus rendkívül szép, 1810-ben készített szobrával.
- A Szent Antal-kápolnát 1750 és 1773 között építették a korábbi, 17. századi kápolna helyén barokk stílusban. Oltárképén Páduai Szent Antal látható.